# Edda (cantante)
Edda, pseudonimo di Stefano Rampoldi (Milano, 26 luglio 1963), è un cantautore italiano, voce dei Ritmo Tribale fino al 1996 e solista dal 2008.

## Biografia

### Con i Ritmo Tribale
È stato la voce del gruppo Ritmo Tribale, formatosi negli anni ottanta a Milano. Manuel Agnelli ha più volte dichiarato l'importanza di Edda e dei Ritmo Tribale nell'ispirazione della nuova generazione rock italiana degli anni Novanta.
Con i Ritmo Tribale Edda ha pubblicato 6 album.
Nel 1996, durante il tour di Psycorsonica, Edda esce dal gruppo. Lui dichiara di essersi "perso" causa i suoi problemi con la droga e di essere andato via per questo, gli altri sostengono che è stato mandato via dal gruppo per i suoi problemi di tossicodipendenza. Il suo posto come cantante nel gruppo viene preso da Andrea Scaglia. Edda sparisce dalle scene, va in India, si disintossica, fa parte degli Hare Krishna, trova lavoro nei cantieri come montatore di ponteggi edilizi.

### Ritorno sulle scene da solista
Ricompare dopo un silenzio di 12 anni, nel 2008 su YouTube con un proprio canale, dove pubblica alcuni brani registrati in casa.
Viene messo sotto contratto dalla Niegazowana, e comincia a lavorare ad alcuni brani che segneranno il suo debutto solista.
In questo percorso lo accompagneranno i musicisti ed amici Andrea Rabuffetti e Walter Somà.
Il 6 giugno 2009 ha presentato il disco in anteprima assoluta al MI AMI Festival di Milano.
Nell'estate del 2009 pubblica il primo disco da solista, Semper biot (frase in dialetto milanese che vuol dire "sempre nudo"), registrato in inverno a Milano presso le Officine Sonore e al Noise Factory e scritto a quattro mani con Walter Somà. Il ruolo di produttore artistico è affidato a Taketo Gohara, mentre Andrea Rabuffetti ha suonato molti strumenti all'interno dell'album, in cui Edda si è avvalso della collaborazione di altri numerosi artisti, tra cui Alessandro Stefana e Mauro Pagani. L'album è stato preceduto dal singolo Fango di Dio.
Nel settembre 2010 esce l'EP In orbita, registrato dal vivo presso Radio Capodistria e composto da 5 brani, tra cui la cover di Suprema del cantautore marchigiano Moltheni. Nello stesso mese al PalaSharp, in occasione della festa dell'Unità, si è esibito in duetto con Manuel Agnelli e gli Afterhours cantando il brano Milano.
Il 28 febbraio 2012 pubblica il secondo album solista Odio i vivi, sempre con la collaborazione di Walter Somà alla composizione e Taketo Gohara alla produzione. Il disco ottiene i favori della critica: è finalista della Targa Tenco 2012 nella categoria "Album dell'anno" e permette ad Edda di vincere il PIMI (Premio promosso dal Meeting delle Etichette Indipendenti) come "miglior solista".
Nel 2013 collabora con IlVocifero nella canzone Persona plurale presente nell'Ep Amorte.
Nell'ottobre 2014 pubblica il suo terzo album da solista Stavolta come mi ammazzerai?.
Il 24 febbraio 2017 esce il suo quarto disco solista, Graziosa Utopia, che arriva nuovamente finalista al Premio Tenco 2017. Il tour italiano, che arriva a contare fino a 44 date, prende il via a marzo e si conclude nel dicembre dello stesso anno.
A luglio 2017 partecipa al progetto di Mauro Ottolini Come ti vedono gli altri, tributo a Luigi Tenco, al quale partecipano tra gli altri Gino Paoli, Daniele Silvestri, Alberto Fortis, Rossana Casale, Roy Paci e che si concretizza in un doppio CD registrato al teatro Ristori di Verona con l'Orchestra Sinfonica dei Colli Morenici diretta dallo stesso Ottolini: Edda interpreta Un giorno dopo l'altro.
A settembre 2017 il brano Huomini, dei Ritmo tribale, viene inserito nell'album La mia generazione, di Mauro Ermanno Giovanardi. Dice Giovanardi: " brano che con la voce di Stefano 'Edda' Rampoldi ha dato il la un po' a tutti quelli che hanno cantato rock in italiano da quel momento in poi ".
A fine settembre 2017 inizia il tour invernale di Graziosa Utopia.
Nel maggio 2019 si esibisce durante la serata conclusiva della decima edizione di Musica da Bere, dove viene premiato con la Targa alla carriera. A ottobre dello stesso anno esce l’album Buona visione di Davide Matrisciano, apparendo come ospite nel brano Metropoli ibernata in montagna.
Nel 2020 collabora con la band campana La Preghiera di Jonah nel singolo Respiro  e con la rock band lombarda Viadellironia nel singolo "Ho la febbre".

## Discografia

### Solista

#### Album
- 2009 - Semper biot
- 2012 - Odio i vivi
- 2014 - Stavolta come mi ammazzerai?
- 2017 - Graziosa Utopia
- 2019 - Fru fru
- 2022 - Illusion

#### EP (live)
- 2010 - In orbita

### Con i Ritmo Tribale
- 1988 - Bocca chiusa
- 1990 - Kriminale
- 1991 - Ritmo Tribale
- 1992 - Tutti vs. tutti
- 1994 - Mantra
- 1995 - Psycorsonica

### Con Gianni Maroccolo
- 2020 - Noio; volevam suonar

## Formazione live

### Attuale
- Edda - voce, chitarra elettrica, chitarra acustica (2009-presente)
- Francesco Capasso Killa - chitarra elettrica, chitarra acustica  (2017-presente)
- Luca Bossi - basso, tastiere (2014-presente)
- Nick Lamberti - batteria (2017-presente)

### Ex componenti
- Andrea Rabuffetti - harmonium, mandola, chitarra elettrica (2009-2010, 2011)
- Sebastiano De Gennaro - percussioni, kalimba, tampura, omnichord, rumore (2009-2012)
- Alessandro Asso Stefana - chitarra elettrica (2012)
- Alessandro Grazian - chitarra elettrica (2012)
- Filippo Pedol - basso (2012)
- Fabio Capalbo - batteria, synth (2014-2017)